# Битва при Зэрнешти
Битва при Зэрнешти  — сражение, состоявшееся 21 августа 1690 года возле города Зэрнешти в Трансильвании. Это была первая османская победа после катастрофической серии поражений, начавшихся с поражения под стенами Вены в 1683 году.

## История
10 ноября 1689 года великим визирем Османской империи стал Фазыл Мустафа-паша Кёпрюлю, который сразу же начал подготовку к весеннему наступлению на всю военную границу. 15 апреля 1690 года умер князь Михай I Апафи, после чего османский султан решил поставить на этот пост правителя Трансильвании Имре Тёкёли. Он приказал Тёкёли двинуться со своей армией в Трансильванию, чтобы подчинить княжество султану, и предоставил ему контингент из 16 000, состоящий из османов,  крымских татар и куруцев, к которым присоединился валашский князь Константин Брынковяну с отрядом.
Габсбургский генерал Донат Иоганн Хейслер и проавстрийский граф Михай Телеки, главнокомандующий Трансильвании, были проинформированы о направлении наступления Тёкёли. Тёкёли вместе с хорошо знавшими горы куруцами и татарами перешел высокогорными тропами Южных Карпат через район, считавшийся непроходимым, преодолел трудности опасной местности, проник в горы и 21 августа с со своей армией незаметно достиг ущелья Торчвари (Rucăr-Bran Pass), таким образом выйдя в тыл войск Габсбургов.
Когда Хейслер получил известие о прорыве противника в Торчвари, он немедленно перегруппировал свои войска. Он направился со своими главными силами на восток, чтобы освободить атакованное ущелье Торчвари. Вскоре они вступили в бой с турецкими войсками, пытавшимися войти через ущелье. Во время боя пришло сообщение, что основные силы армии Тёкёли находятся позади, между Зэрнешти и Тохани. Хейслер развернул свои войска и, построив их в 2 параллельные линии, где впереди была хорошо оснащенная имперская кавалерия, а сзади легкая кавалерия секлеров, начал кавалерийскую атаку. Тёкёли, в свою очередь, отправил вперед татар, которые, притворившись, что отступают, увлекли за собой атакующих имперских всадников. Затем Куруцы Тёкёли и его турецкая армия атаковали и разбили рассеянную в погоне кавалерию имперцев. Большинство солдат пало, Телеки погиб в бою, генерал Хейслер с двадцатью другими офицерами попали в плен к Тёкёли.
Благодаря этой победе Тёкёли созвал сейм в Керестеньсигете, и последний избрал его князем Трансильвании. Однако он не смог навязать себя остальной Венгрии и с большим трудом удерживал свои территориальные завоевания, пока год спустя, в 1691 году, не покинул Трансильванию. Хотя правление Имре Тёкёли было недолгим, оно вынудило имперскую армию перебросить войска из Сербии, чтобы вернуть Трансильванию, поскольку из Трансильвании могли быть атакованы Венгрия и имперские линии снабжения и коммуникации. Это движение войск позволило османам отбросить армию Священной лиги через Дунай и даже отбить Банат. В результате образовался устойчивый фронт на  Дунае и в Карпатах.